# Music of the Spheres (Coldplay)
Music of the Spheres (även skrivet på fysiska utgåvor som Music of the Spheres: Vol I. From Earth with Love) är det nionde studioalbumet av det brittiska rockbandet Coldplay. Albumet släpptes den 15 oktober 2021. Albumet producerades av Max Martinoch innehåller låtsamarbeten från Selena Gomez, We Are King, Jacob Collier och BTS.
Albumet är bandets andra konceptalbum med rymdtema, efter X&Y. Den utspelar sig i ett fiktivt planetsystem som heter The Spheres, som innehåller nio planeter, tre månar, en stjärna och en nebulosa, där var och en av dem motsvarar ett visst spår på skivan. 

## Singlar
"Higher Power" släpptes som den första singeln från albumet den 7 maj 2021.  Den officiella musikvideon släpptes den 8 juni 2021, och visar Chris Martin på en av albumets fiktiva planeter, "Kaotica". 
"My Universe", ett samarbete med den sydkoreanska k-popgruppen BTS, släpptes som albumets andra singel den 24 september 2021.  Låten debuterade som nummer ett i Billboard Hot 100, vilket gjorde Coldplay till den första brittiska gruppen i historien att uppnå bedriften. Det var deras andra Billboard-etta och BTS sjätte. 
"Let Somebody Go", ett samarbete med den amerikanska sångerskan Selena Gomez, släpptes som den tredje singeln den 14 februari 2022.

## Låtlista
| 1.           | Music of the Spheres                          | Martin Oscar Holter Rahko Simpson Green Vindver        | 0:53  |
| 2.           | Higher Power                                  | Martin Holter Rahko Simpson Green                      | 3:26  |
| 3.           | Humankind                                     | Martin Holter Rahko Green Vindver Hopkins              | 4:26  |
| 4.           | Alien Choir                                   | Martin Rahko Hopkins                                   | 0:53  |
| 5.           | Let Somebody Go (med Selena Gomez)            | Martin Holter Rahko Simpson Green Hopkins Metro Boomin | 4:01  |
| 6.           | Human Heart (med We Are King & Jacob Collier) | Martin Holter Rahko Collier We Are King                | 3:08  |
| 7.           | People of the Pride                           | Martin Holter Rahko Simpson Green                      | 3:37  |
| 8.           | Biutyful                                      | Martin Holter Rahko Simpson Green Angel Lopez Vindver  | 3:12  |
| 9.           | Music of the Spheres II                       | Martin Rahko                                           | 0:21  |
| 10.          | My Universe (med BTS)                         | Martin Holter Rahko Simpson Green                      | 3:46  |
| 11.          | Infinity Sign                                 | Martin Holter Rahko Simpson Green Hopkins              | 3:46  |
| 12.          | Coloratura                                    | Martin Holter Rahko                                    | 10:17 |
| Total längd: | Total längd:                                  | Total längd:                                           | 41:50 |

| 13.          | Higher Power (Acoustic Version) | Martin Holter Rahko Simpson Green | 3:34  |
| 14.          | My Universe (Acoustic Version)  | Martin Holter Rahko Simpson Green | 3:43  |
| 15.          | My Universe (Supernova 7 Mix)   | Martin Holter Rahko Simpson Green | 4:39  |
| 16.          | My Universe (Suga's Remix)      | Martin Holter Rahko Simpson Green | 3:08  |
| 17.          | My Universe (Orchestral Mix)    | Martin Holter Rahko Simpson Green | 4:19  |
| Total längd: | Total längd:                    | Total längd:                      | 61:13 |

Noteringar
Både på fysiska utgåvor och på streamingtjänster skrivs vissa låtar inte som sina namn, utan med emojis.
- "Music of the Spheres" skrivs som "" och kallas även "Music of the Spheres I". [5]
- "Alien Choir" skrivs som "".
- "Human Heart" skrivs som "".
- "Music of the Spheres II" skrivs som " ".
- "Infinity Sign" skrivs som "".

Samplingar
- "People of the Pride" samplar låten "Black and Gold" framförd av Sam Sparro